# Franz Sebastian Nonhardt
Franz Sebastian Nonhardt, auch Nonnhardt, (* 1680; † 1735) war ein Jesuit und katholischer Kontroverstheologe, der im ersten Drittel des 18. Jahrhunderts im Umkreis des Hofs Augusts des Starken in Dresden wirkte. Er war auch als Lehrer und Militärgeistlicher tätig.
In der von Konfessionsstreitigkeiten aufgeladenen Atmosphäre der Stadt war sein Hauptgegenspieler der Archidiakon an der Kreuzkirche Hermann Joachim Hahn. Eine kontroverstheologische Diskussion zwischen Hahn und Nonhardt in Gegenwart einer zur katholischen Kirche übergetretenen „hohen Dame“, vermutlich Henriette von Osterhausen, wurde 1722 in Halle zunächst anonym von lutherischer Seite – Hahn selbst? –, nach Hahns Ermordung 1726 dann in Frankfurt und Leipzig mit Nennung der Disputanten veröffentlicht. 
Der Tod Hahns von der Hand Franz Laublers am 21. Mai 1726 wurde auch Nonhardt angelastet; Nonhardt war es wohl, der Laubler, nach dessen von Hahn begleiteter kurzzeitiger Konversion zum lutherischen Glauben, zur Rückkehr in die katholische Kirche bewegt hatte. Während der folgenden Unruhen in der Bevölkerung flohen die katholischen Geistlichen, darunter Nonhardt, vorübergehend aus der Stadt.

## Werke

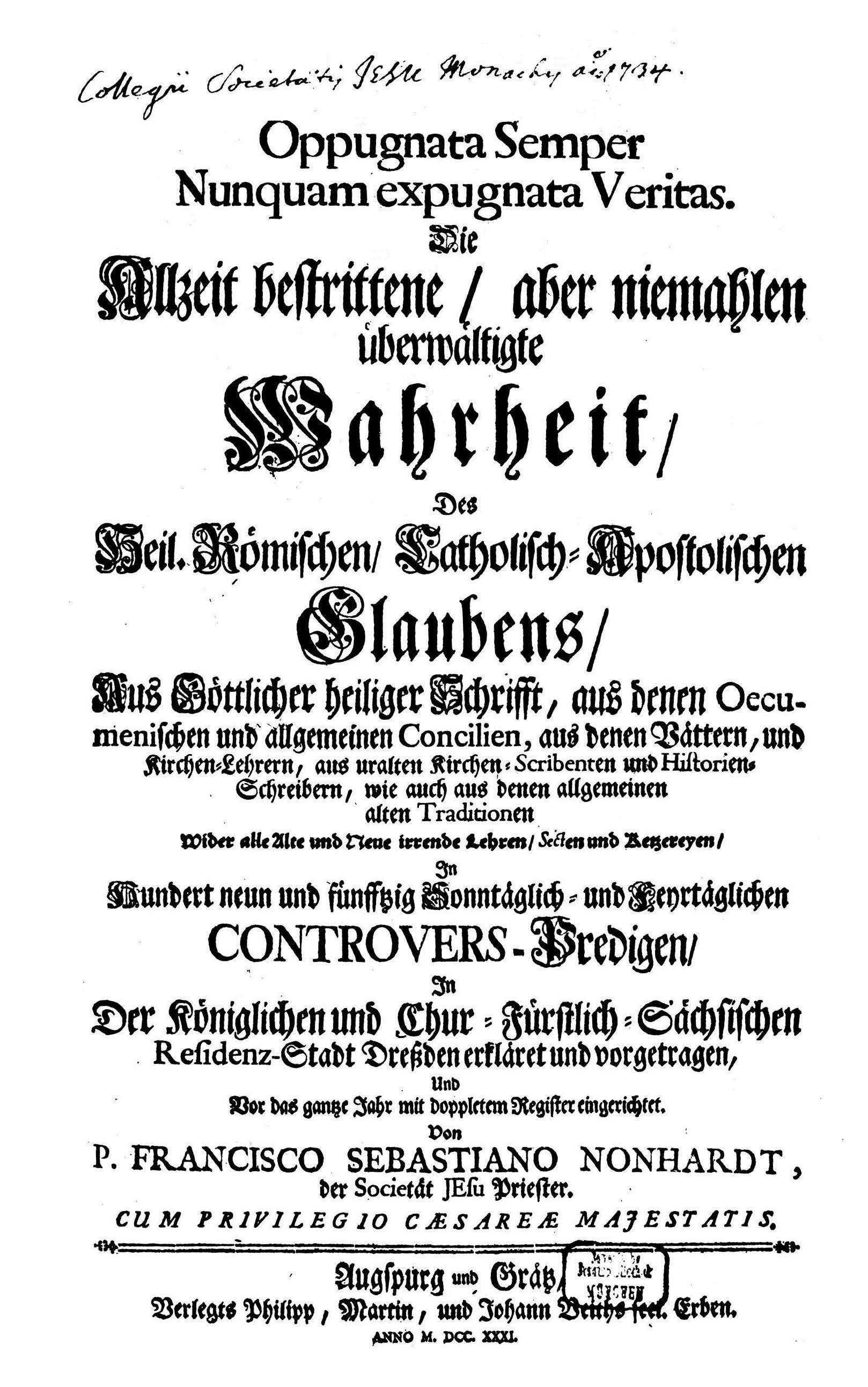
Titelblatt von Nonhardts Hauptwerk Oppugnata Semper Nunquam expugnata Veritas

- „In memoria aeterna erit justus: das ist immerwehrendes Andencken Ihro Eminentz Christiani Augusti, geb. Hertzogens von Sachsenzeitz“, 1725[3]
- „CONSOLATRIX AFFLICTORUM: REFUGIUM PECCATORUM. Die Trösterin der Betrübten / Und Zuflucht der Sünder. Das ist: Die Schmertzhaffte Mutter MARIA, mit JESU ihrem Sohn dem Gecreutzigten / In schuldigster Demut verehret: Als die kleine Catholische Gemeine auß Dreßden / Das erstemal Das ur=alte Gnaden=Bild Mariä zu Scheina in Böhmen besuchet; Und mit angestellter Procession, abgesungenen hohem Ammt / Te DEUM Laudamus, und Vesper / Auch Gehaltener Lob=Rede Von P. FRANCISCO NONHARDT, der Societät JESU Priestern und Predigern / Ihre geringe Andacht angefangen hat / Im Jahre Christi 1725. den 11. Sept. CUM LICENTIA SUPERIORUM. Prag / gedruckt bey Wolffgang Wickhart / Ertz=Bischofflichen / und Landschaffts=Buchdrucker“, 1725[4]
- „Oppugnata Semper Nunquam expugnata Veritas. Die Allzeit bestrittene / aber niemahlen überwältigte Wahrheit / Des Heil. Römischen / Catholisch=Apostolischen Glaubens / Aus Göttlicher heiliger Schrifft, aus denen Oecumenischen und allgemeinen Concilien, aus denen Vättern, und Kirchen=Lehrern, aus uralten Kirchen=Scribenten und Historien=Schreibern, wie auch aus denen allgemeinen alten Traditionen Wider alle Alte und Neue irrende Lehren / Secten und Ketzereyen In Hundert neun und fünffzig Sonntäglich= und Feyrtäglichen CONTROVERS-Predigen / In Der Königlichen und Chur=Fürstlich=Sächsischen Residenz-Stadt Dreßden erkläret und vorgetragen / Und Vor das gantze Jahr mit doppletem Register eingerichtet. Von P. FRANCISCO SEBASTIANO NONHARDT, der Societät JEsu Priester. CUM PRIVILEGIO CAESAREAE MAJESTATIS. Augspurg und Gratz, Verlegts Philipp, Martin, und Johann Veiths seel. Erben. ANNO M. DCC. XXXI.“, 1731[5]